# Juan III de Jerusalén
Juan III, fue un obispo del siglo VI de Jerusalén.
Juan de Jerusalén era hijo de un tal Marciano, que era obispo de Sebastia en Samaria. Fue obispo en 516-524 AD
Juan III  anatematizó a todos los opositores del Concilio de Calcedonia. 
Murió el 20 de abril de 524, según Cirilo de Escitópolis. La fiesta de Juan III, junto con la del emperador Marciano (450-457) fue en la Iglesia de los Apóstoles el 9 de julio, según el calendario palestino-georgiano.